# 九龙镇 (邓州市)
九龙镇，是中华人民共和国河南省南阳市邓州市下辖的一个乡镇级行政单位。

## 行政区划
九龙镇下辖以下地区：
贾岗村、九龙村、后王村、大坡村、邓岗村、白庙村、犁陂村、舟陂村、半店村、同心号村、王坡村、王营寨村、后李洼村、王冲村、姚营寨村、前河村、贾营村、大张营村和陈岗村。